# 1400 en Angleterre
Chronologie de l'Angleterre
- 1396
- 1397
- 1398
- 1399
- 1400
- 1401
- 1402
- 1403
- 1404

Cette page concerne l'année 1400 du calendrier julien.

## Naissances en 1400
- 19 mai : John Stourton, 1er baron Stourton (en)
- 26 juillet : Isabelle le Despenser, comtesse de Worcester et de Warwick
- 25 décembre : John Sutton, 1er baron Dudley
- Date inconnue :
  - Éléonore Cobham, duchesse de Gloucester
  - Walter FitzWalter, 7e baron FitzWalter
  - John Green, speaker de la Chambre des communes
  - Thomas Harrington, chevalier
  - David Mathew, chevalier
  - Richard Neville, 5e comte de Salisbury
  - William Perkins, member of Parliament
  - Owen Tudor, chevalier
  - Nicholas Upton, clerc
  - William Yelverton, juge

## Décès en 1400
- 7 janvier : 
  - Thomas Holland, 3e et 6e comte de Kent, 3e baron Holand (en) et 7e baron Wake de Liddell
  - John Montagu, 3e comte de Salisbury
- 12 janvier : Thomas Blunt, noble
- 13 janvier : Thomas le Despenser, 2e baron le Despenser (en)
- 16 janvier : Jean Holland, 1er comte de Huntingdon
- 5 février : Bernard Brocas, chevalier
- 14 février : Richard II, roi d'Angleterre (présumé)
- 15 février : Aubrey de Vere, 10e comte d'Oxford
- 10 avril : Ralph Ergham, évêque de Bath et Wells
- 21 avril : John Wittlebury, member of Parliament pour le Rutland
- 21 mai : John Bourchier, 2e baron Bourchier
- 18 juin : John Trailly, diplomate
- 17 août : William Arundel, courtisan
- 30 septembre : John Roches, amiral et diplomate
- 21 octobre : Walter Clopton, homme de loi
- 25 octobre : Geoffrey Chaucer, poète
- 11 novembre : Ralph Cheyne, gouverneur des Cinq-Ports
- 1er décembre : John Bouland, chanoine de Windsor
- Date inconnue :
  - Maurice Berkeley, member of Parliament pour le Gloucestershire
  - William Bottlesham, évêque de Rochester
  - Richard de Cirencester, clerc et historien
  - William Holyngbroke, member of Parliament pour New Romney
  - Ralph Lumley, 1er baron Lumley
  - Robert Marney, homme politique
  - James Nash, member of Parliament pour Hereford
  - Robert Peck, member of Parliament pour Lincoln
  - James Peckham, homme politique
  - Alice Perrers, maîtresse royale
  - Thomas Pope, member of Parliament pour Gloucester
  - Richard Postell, chanoine de Windsor
  - John Rodney, member of Parliament pour le Somerset
  - John Wyly, member of Parliament pour Marlborough
  - Henri Yevele, maçon et architecte